# Symbolique de la tortue pour les peuples autochtones du Québec
 (octobre 2016).
Améliorez-le ou discutez des points à vérifier. 
 (mai 2013).
Si vous disposez d'ouvrages ou d'articles de référence ou si vous connaissez des sites web de qualité traitant du thème abordé ici, merci de compléter l'article en donnant les références utiles à sa vérifiabilité et en les liant à la section « Notes et références ».
 (mai 2013).
- Si vous ne connaissez pas le sujet, laissez ce bandeau (vous pouvez alors contacter les auteurs).
- Si vous supprimez le contenu mis en cause (vous pouvez préalablement contacter les auteurs),

argumentez précisément cette suppression dans la page de discussion
(un manque de référence n'est pas un argument ; une recherche réelle de référence doit avoir été effectuée, être formellement documentée).

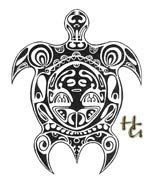
La tortue

La tortue est un animal sacré dans l’histoire et la culture des peuples iroquoiens, elle est à l’origine de la création de la Terre.

## Synopsis
La tortue est protectrice des nouveau-nés en guidant leur venue au monde. Elle est également un symbole d’immortalité et de sagesse pour le peuple des Hurons. La tortue est également porteuse de la terre dans la conception du monde chez les Sioux, elle a un rapport direct avec la naissance et les enfants. 
Cet article aborde le plus ancien conte de la tribu des Amérindiens qui se transmet oralement de génération en génération, concernant l’histoire de la tortue ainsi que sa signification dans les traditions de ce peuple iroquois. Suivi d’une symbolique de cet animal ainsi que sa signification dans les rêves des Autochtones.

## Création du monde
Le récit de la création du monde chez les Hurons fait une place importante à la tortue. La légende stipule qu’avant la vie, toutes les créatures vivantes résidaient au-dessus des nuages, au milieu des lacs, des rivières et des forêts. Quand, un vieil homme atteint d’une maladie dut se faire soigner par un breuvage à base d’écorce, sa fille se porta volontaire pour aller en forêt, accompagnée de son chien. En arrivant à la forêt, un ours la flaira et tenta de l’attraper pour la manger. 
Il lui sauta dessus, mais tomba dans un trou et entraîna le chien avec lui. La fille tenta de sauver son chien en se précipitant vers ce trou. Durant la chute, elle s’agrippa à un arbre pour se retenir, mais l’effet ne fut pas des meilleurs. Au lieu de remonter, elle descendit en emportant avec elle tout le paysage qui l’entourait. Elle tomba et atterrit directement sur la carapace d’une tortue. Celle-ci tout étonnée d’avoir une passagère clandestine sur le dos, demanda au castor, à la loutre et au crapaud d’apporter de la terre sur sa carapace pour que la femme s’y sente à l’aise.
Ainsi, grâce aux animaux, la Terre prit de l’expansion sur le dos de cette tortue et, devint la Terre telle qu’on la connait. Comme elle porte l’univers sur son dos,  c’est pourquoi la tortue est un symbole important, elle représente la Terre-Mère sacrée,  spécialement pour les Hurons, mais également pour d’autres peuples iroquoiens, tels que les Sioux et les amérindiens.

## Symbolique
Selon le dictionnaire des symboles d’Alain Gheerbrant, anthropologue et poète, la tortue est un symbole de persévérance et de sagesse, elle est la symbolique de la Terre-Mère même . Sa carapace est le symbole de la protection envers des blessures humaines. La tortue est la représentation de l’univers, porteuse du monde et de l’humanité, elle est un gage de stabilité pour tous.
Les Hurons, établis au XVIIe siècle dans le sud de l’Ontario, sont un ensemble des sociétés iroquoiennes qui reposent sur un système de parenté matrilinéaire et matrilocal dont l’unité de base est le clan. Ce même clan qui insiste sur l’univers social solide et attaché ensemble par les traditions et par une communauté riche en savoir.

## Peuples touchés par la tortue
Plusieurs peuples iroquois idolâtrent la tortue et transmettent son histoire de création de l’univers depuis toujours aux générations futures. En particulier, les Hurons-Wendats vivaient sur le territoire situé entre les lacs Simcoe et Huron, au centre de l’Ontario. Puis, après l’arrivée des Européens, ils ont souhaité continuer la chasse et déménagèrent leur tribu à Québec entre 1650 et 1700.  
Le nom « Wendats » est tiré de la légende de la tortue puisque la signification de ce nom est « gens qui vivent sur le dos d’une tortue géante ». 
Ainsi, pour ce peuple, le dos de la tortue supporte le monde entier.
Ce peuple est dispersé de son territoire en 1649, lors des guerres iroquoises, avant même l’arrivée des Européens.  Malgré les batailles et les tribus qui se sont divisées, les peuples hurons n’ont jamais perdu la tradition orale associée à la tortue. Même certains d’entre eux se sont nommés les "Wyandots", ce qui signifie « îliens flottants »,  parce que sans plus aucune terre où vivre vers 1649 en raison du massacre des Iroquois.
Ensuite, ils occupent la seigneurie avant de se réinstaller définitivement, en 1697, à Loretteville (La Jeune-Lorette), l’actuelle Wendake.  L'idée, extravagante même pour l'époque, d'une seigneurie réservée aux Hurons convertis sourit aux Jésuites du Canada parce que, pour ces derniers, sédentarisation rime avec évangélisation. Très métissés, presque fondus dans le reste du peuple québécois par l'usage quotidien du français, depuis longtemps leur langue maternelle, ces Amérindiens conservent quand même dans leur cœur la légende la terre sacrée.

## Symbolique du rêve
Les rêves sont d’une grande importance pour les Iroquois puisqu’ils sont porteurs de messages et de vérités cachées. Parfois, le rêve est prémonitoire et peut influencer une décision dans la vie quotidienne. En rêve, la tortue symbolise le calme de l’évolution, une progression tranquille d’une situation qui doit être analysée.
Aussi, elle présente une réussite méritée après un acharnement long et pénible.  Puisque la tortue est symbole de sagesse, de courage et de persévérance, les Hurons la considèrent comme une image positive. C’est comme si la Terre-Mère venait rencontrer ses enfants elle-même. Puisqu’elle est celle qui soutient l’humanité entière, elle personnifie la déesse de l'énergie et la Mère éternelle. 
La tortue a une carapace qui enseigne comment se protéger des blessures, de l'envie, de la jalousie et de l'inconscience des autres. Elle souligne également les dangers de bousculer le cours des choses, et de laisser mûrir des idées avant de les exposer au grand jour.

## Référence musicale
Le rappeur d’Amos, Samuel Tremblay mieux connu sous le nom de Samian, a écrit une chanson à la thématique de la légende de la Grande Tortue. Il est d’origine à moitié algonquienne, il a grandi dans la communauté de Pikogan situé près d’Amos. 
Il collabore avec plusieurs projets avec l’Office national du film du Canada et le ministère des Affaires indiennes. Il est le premier rappeur à chanter tant en français qu’en algonquien et présente un modèle pour les peuples autochtones. Il écrit la chanson Sur le dos d’une tortue en symbole avec la légende de la Terre-Mère, sur l’album Face à soi-même sorti en 2007.

## Médiagraphie
- Cheloniophilie [s.d.]. Symbolique de la tortue http://www.cheloniophilie.com/Symbole/ (Consulté le 28 avril 2013)
- Collection Canada (s.d.) Les Wendats (Hurons) http://www.collectionscanada.gc.ca/premierescommunautes/jeunesse/021013-2111-f.html (Consulté le 28 avril 2013)
- Chevalier, Jean et al. (1969). Dictionnaire des symboles, Paris, Édition Robert Laffont/Jupiter, 956 p.
- Mathieu, Jacques (1993). « Bruce TRIGGER, Les enfants d’Aataentsic. L’histoire du peuple huron », Recherches sociographiques, vol. 34, no 2 p. 347-349.
- Mathieu, Jacques (1991). La Nouvelle-France : Les Français en Amérique du Nord, XVIe – XVIIIe siècle, Les presses de l’Université Laval, Québec, 82 p.
- Mercier, Andrée (1986). « Le Pays renversé de Denys Delâge et l’Identité usurpée de Jean Morisset », Voix et Images, vol. 11, no 3 p. 551-554.
- Hébert, François (1998). « De quelques monstres sacrés », Liberté, vol. 40, no 3 (237) p. 39-51.
- Les autochtones (s.d.) Le peuple autochtone, http://lesautochtones.wikispaces.com (Consulté le 15 avril 2013)
- Okiart [s.d.]. La tortue http://www.okiart.com/oki_fr.asp?no=19559 (Consulté le 28 avril 2013)
- Pacific Art (s.d.) La tortue pour les peuples Hurons http://www.pacific-art.fr/art/tortue (Consulté le 28 avril 2013)
- Pritchard, James. S (1988). « DELÂGE, Denys, Le pays renversé. Amérindiens et Européens en Amérique du Nord-est, 1600-1664 », Revue d’histoire de l’Amérique française, vol. 41, no 3 p. 409-411.
- Univerciel (s.d.) Totem de la tortue  http://www.univerciel.com/index.php/chamanisme/animaux-totem/41-tortue (Consulté le 28 avril 2013)

### Généralités
- Totémisme, Animal-totem, Totem (objet rituel), Mât totémique
- Participation mystique, Inconscient collectif, Axis mundi, Anima mundi
- La Pensée sauvage (1962), Bon sauvage
- Familier (esprit), Démon (esprit), Génie, Psychopompe, Animal dans la culture
- Chamanisme, Néochamanisme, Enthéogène
- Panthéisme, Panenthéisme, Pandéisme, Monisme, Syncrétisme
- Coincidentia oppositorum, Mariage mystique
- Kalte und heiße Kulturen oder Optionen (de)